# Typhoon (プロレス)
Typhoon（タイフーン）は、日本のプロレス団体DRAGON GATEに所属するユニットの名称。

## 歴史
2006年の年末、それまでDRAGON GATEの2大人気ユニットのBlood GenerationとFinal M2Kが同じ時期に解散を発表。
2007年1月21日の神戸大会にてBlood GenerationのリーダーだったCIMAとFinal M2Kのリーダーだった横須賀享がタッグを組む。そしてメインでオープン・ザ・トライアングルゲート戦で勝利したマッスル・アウトローズが試合後もPos.HEARTSに暴行を加えているところに横須賀が登場し、マッスルを蹴散らす。そして2月4日の博多大会でCIMAとマット・サイダルと組み、トライアングルのベルトに挑戦表明（この試合には敗れた）。
2月23日の後楽園大会ではマッスルとのトライアングル戦に負けチームを解散となってしまった、Pos.HEARTSのアンソニー・W・森とB×Bハルク加入。（スペル・シーサーはタイフーンには加入せず）そして堀口元気のマッスル入りでDo FIXERを解散した斎藤了とドラゴン・キッドが加入した。
3月25日の津大会にてマッスルの持っていたトライアングルのベルトを奪回に成功（メンバーはCIMA、横須賀、斎了。ちなみに3人とも元ドリームゲート王者）。
順調に見えたタイフーンだったが、4月17日の後楽園大会でのマッスルとの7vs7のイリミネーションマッチで勝利した後にハルクがCIMAにキックを放ち離脱、そのままNEW HAZARDに移籍した。
5月の後楽園大会ではそのNEW HAZARDにトライアングル戦で敗れ、タイフーン、NEW HAZARD、マッスルの3軍抗争となった。
9月には、唯一の外国人選手だったマット・サイダルがWWEに移籍するため、タイフーンを、そしてDRAGON GATEを卒業。そのマットの推薦で、7月のレッスルJAMで初来日したPACが加入した。
10月7日の名古屋大会ではCIMAがマッスル・アウトローズとの共闘を示唆し、後日マッスル・アウトローズが解散を表明するがすぐに撤回し裏切られる。その直後にGammaがCIMAの助太刀に入り、Typhoon加入を表明したがそれもマッスルの罠であり、やはり裏切られた。
2008年2月にCIMAと斎了、3月にはCIMAとキッドが仲間割れ、更に横須賀と斎了にも揉め事が発生するなど結成以来最大の危機に陥ったが、4月のCIMAと斎了のドリームゲート戦、5月5日のリョウスカのツインゲート戴冠、金網6WAYマッチを通してなんとか全員が仲直りし改めてTyphoonの結束の強さを見せた。
7月27日、オープン・ザ・ドリームゲート王者決定戦後にREAL HAZARDを追放された鷹木信悟をキッド、斎了が勧誘するも、断られる。しかし、アンソニーの張り手と罵倒により共闘していくことになった。
8月31日、鷹木が正式に加入。しかし、それを後から知らされたCIMAと享が微妙な反応を示し、亀裂が入る。
11月16日、享とのドリームゲート戦に勝利した鷹木が試合後のマイクアピールで、享のタイフーン追放とユニット名の変更を宣言。しかし、ユニットのメンバーとしての友情や絆を無視した鷹木の傲慢な態度に激怒した斎了が逆に鷹木をタイフーンから追放。CIMA、享らと改めて絆の深さを再確認した。しかし、12月28日の福岡大会にてWORLD-1、REAL HAZARDと敗戦ユニット解散サバイバル6人タッグ3WAYマッチで敗れたため、解散となった。試合後は斎了、享、アンソニーはしばらく途方に暮れていたが、キッドのみ見限った様子で早々に退場した。

## メンバー
- CIMA（リーダー）
- ドラゴン・キッド
- 横須賀享
- 斎藤了
- アンソニー・W・森

## サポートメンバー
- K-ness.
- 怨霊

## 外国人メンバー
- PAC
- ヒューマン・トルネード

## 元メンバー
- B×Bハルク（NEW HAZARDに移籍）
- マット・サイダル（WWEに移籍するため退団）
- 鷹木信悟（追放）

## テーマ曲
- Born in Zipang／ACMA

2008年12月28日にはボーカルありの新バージョンが使われたが、皮肉にもこの日が最初で最後であった。

## 補足
- Blood Generation、Final M2K、Do Fixer、Pos Hearts、ドラゴン・キッド帝国のリーダー全員が集結したユニット。
- さらにCIMA、横須賀享、斎藤了はドリームゲート獲得の経験があり、ドラゴン・キッドも2004年エル・ヌメロ・ウノ（KING OF GATEの前身）の覇者である。かつてライバルストーリーを繰り広げた者同士が結成した一時期前なら考えられない超豪華ユニットとなっている。
- ユニット名の由来は世界共通（？）の言葉で、他団体のリングに台風の如く強烈なインパクトを残すようにとのこと。
- 他のユニットと違ってイメージカラーはない。2007年にはタトゥーシールを使用していた。